# Тулугановский сельсовет
Тулугановский сельсовет — сельское поселение в Володарском районе Астраханской области Российской Федерации.
Административный центр — село Тулугановка.

## История
Статус и границы сельского поселения установлены Законом Астраханской области от 6 августа 2004 года № 43/2004-ОЗ «Об установлении границ муниципальных образований и наделении их статусом сельского, городского поселения, городского округа, муниципального района».

## Население
| 2010 | 2012 | 2013 | 2014 | 2015 | 2016 | 2017 |
| ---- | ---- | ---- | ---- | ---- | ---- | ---- |
| 846  | ↗854 | ↗864 | ↘862 | ↗864 | ↘855 | ↗859 |
| 2018 | 2019 | 2020 | 2021 |      |      |      |
| ↗860 | ↗861 | ↘829 | ↘744 |      |      |      |

## Состав сельского поселения
| № | Населённый пункт | Тип населённого пункта       | Население |
| - | ---------------- | ---------------------------- | --------- |
| 1 | Тулугановка      | село, административный центр | ↘744      |